# Kopi loewak

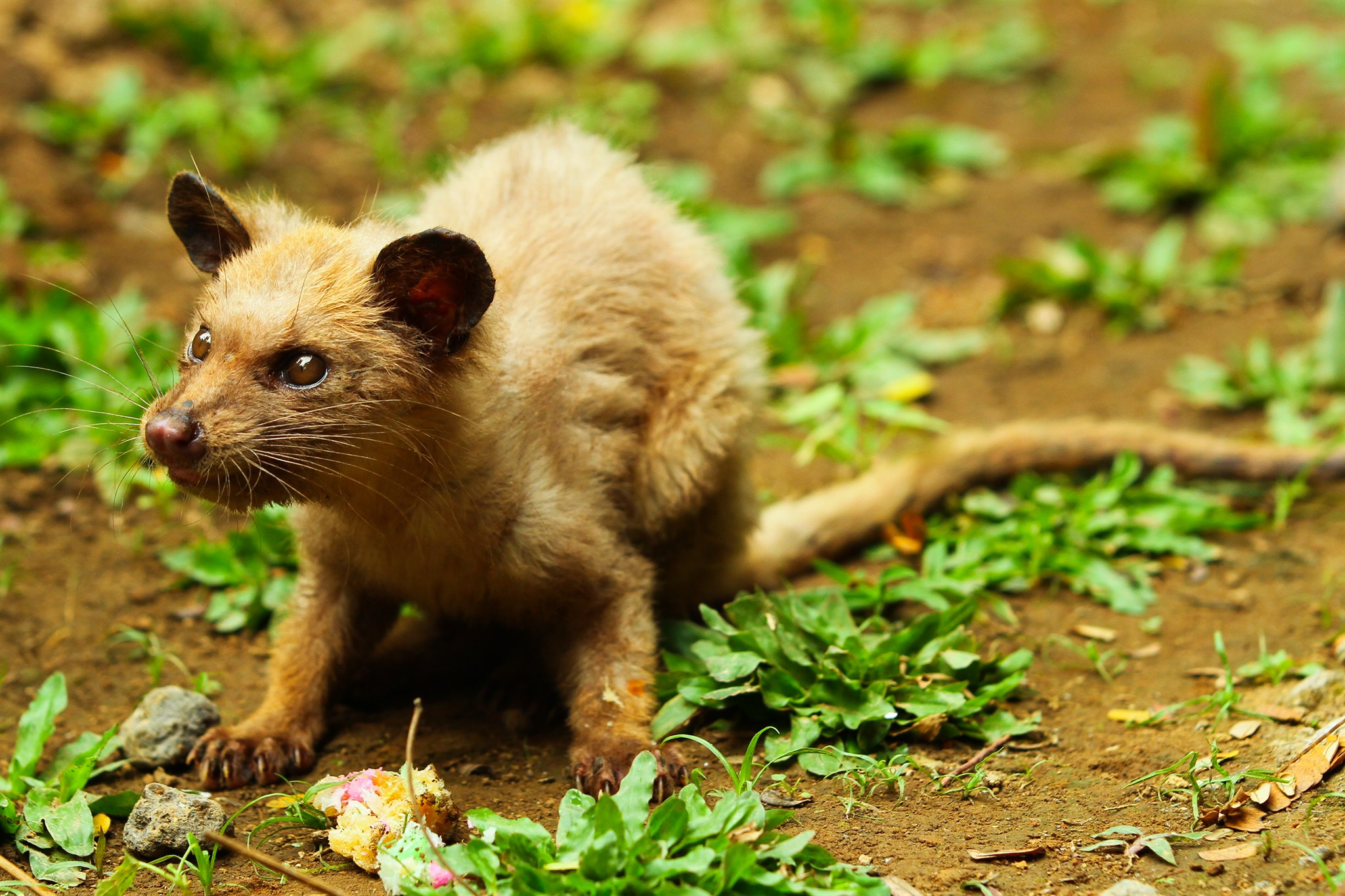
Een loewak

Kopi loewak of civetkoffie is een van de duurste koffiesoorten ter wereld. De hoge prijs wordt niet veroorzaakt doordat de gebruikte koffiebessen zelf zo zeldzaam zijn, maar door het zeer speciale productieproces. Kopi is het Indonesische woord voor "koffie" en loewak is de lokale naam voor een civetkatachtige die de rauwe rode koffiebessen eet.

## Productie

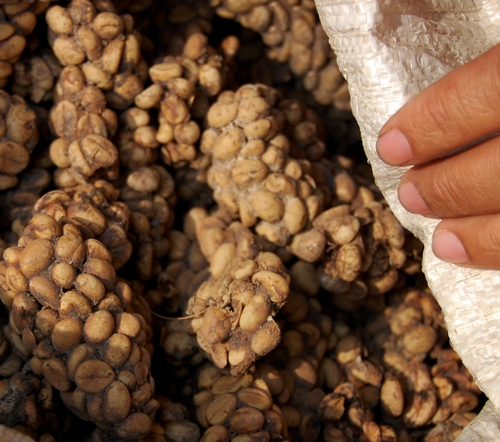
Koffiebonen in de uitwerpselen van een civetkat

De koffiebes wordt verbouwd op plantages. Hier wordt hij gegeten door de loewak, een civetkatachtige. Het vruchtvlees wordt verteerd, maar de pit blijft intact en passeert het maag-darmkanaal. De pitten worden hierna teruggevonden in de ontlasting van de loewak. Ze worden gewassen en gedroogd en vervolgens van hun schil ontdaan. Hierna worden ze licht geroosterd. De aminozuren die tijdens het fermentatieproces zijn vrijgekomen werken tijdens het roosteren in op de pitten en zorgen voor de bijzondere smaak.
Aangezien de ontlaste bessen moeilijk te vinden zijn, is de prijs zeer hoog en heeft de koffie een exclusief karakter. Het product komt onder andere voor in de Filipijnen (waar het kape alamid genoemd wordt), in Vietnam, in Zuid-India en op de Indonesische eilanden Sumatra, Java, Bali en Celebes. Per jaar wordt slechts zo'n 200 kg kopi loewak geproduceerd die van wilde civetkatten afkomstig is. Sommige van de kopi-loewakboeren bieden een mengsel van arabica en robustaboon aan.

## Smaak
Kopi loewak heeft een zoete frisse smaak. Deze hangt niet alleen af van de koffiesoort die de loewak gegeten heeft maar ook van de loewak zelf, die een net iets andere smaak aan de koffie geeft.

## Prijs

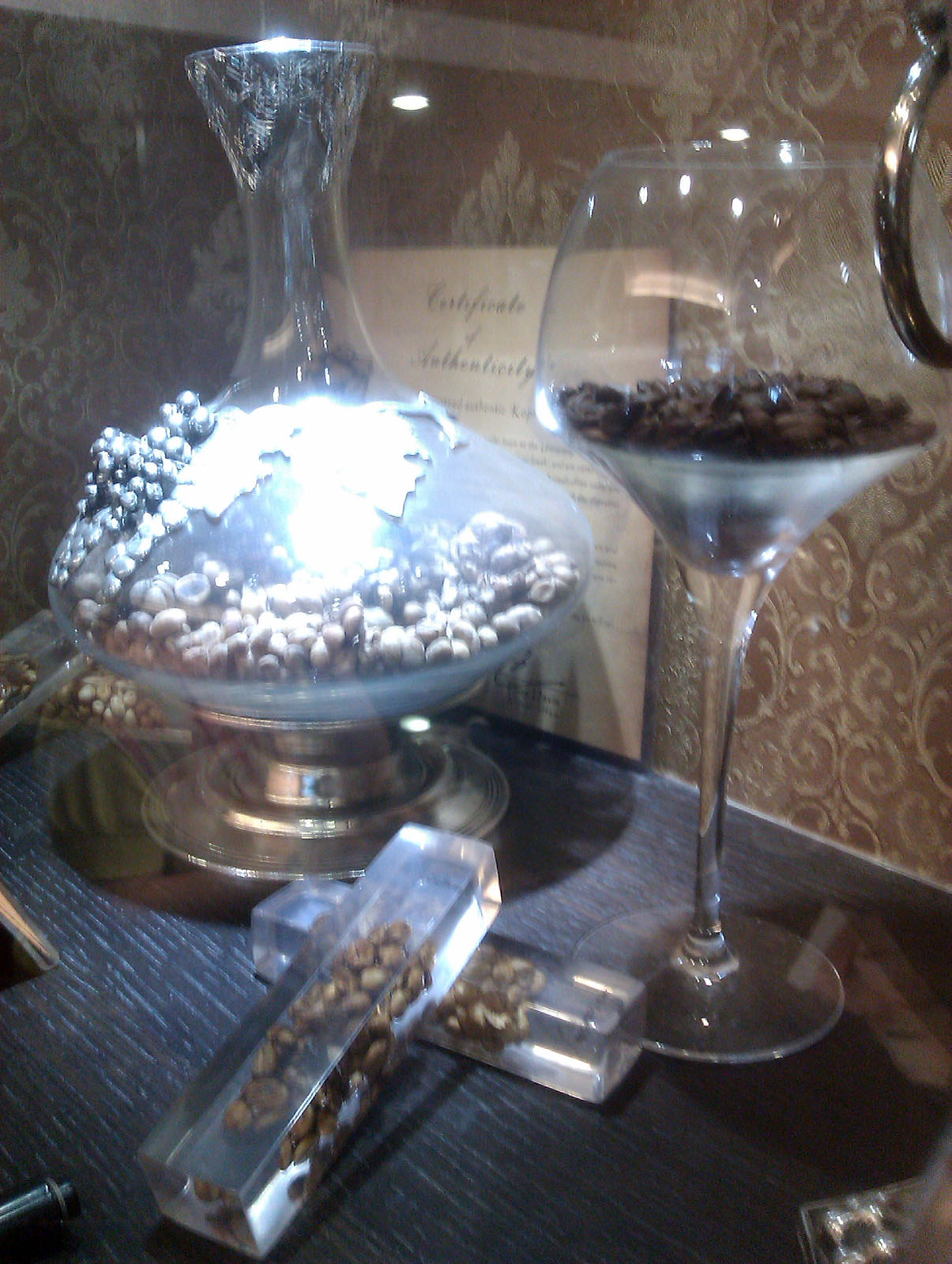
Kopi loewak in een etalage

Kopi loewak kost door het zeer intensieve productiekarakter 200 tot 600 dollar per kilo. Er bestaat een Vietnamese variant waarbij de bonen van in het wild levende civetkatten worden verzameld; deze kost 6600 dollar per kilo. De Universiteit van Florida heeft een manier ontwikkeld om het fermentatieproces chemisch na te bootsen, zodat de koffie fabrieksmatig (dus goedkoper) kan worden geproduceerd. Deze variant, coffee primero, is in prijs vergelijkbaar met reguliere koffie.

## Ontstaan
Toen de koffieproductie in  de 18e eeuw in Indonesië op gang kwam was het voor de plaatselijke bevolking onmogelijk om zelf aan koffiebonen te komen. Maar de nieuwsgierigheid naar deze drank was er uiteraard wel. De enige manier om aan koffiebonen te komen was door ze uit de uitwerpselen van civetkatten te halen, ze te wassen en te roosteren. Na verloop van tijd kwamen ook de plantagehouders erachter dat juist deze methode tot een sublieme smaak leidde.

## Kritiek
Er is inmiddels ook kritiek op de productie en verkoop van kopi loewak. De civetkatten die hiervoor gehouden worden, worden vaak slecht behandeld. Tony Wild, die de koffie in 1991 in Europa introduceerde, is ondertussen voorstander van het verbieden van deze koffie.

## Trivia
- Omdat kopi loewak erg duur is in vergelijk met traditionele koffie, is er ook veel namaak op de markt.
- Toen in 2004 een SARS-epidemie uitbrak, werden er in het oosten steeds minder civetkatten gegeten. Het had echter geen merkbaar effect op de vraag naar civetkoffie.
- Een variant op de kopi loewak is de kopi muncak. Deze wordt gemaakt van koffiebessen die in de ontlasting van muntjaks (Aziatisch hert) worden gevonden.
- Kopi loewak uit Vietnam wordt ook wel Weasel coffee genoemd.
- Uit Brazilië komt de jacukoffie die via de spijsvertering van een lokale vogel, jacu, familie van de bruine hokko wordt veredeld.[5]
- Black Ivory Coffee is koffie van bonen die eerst door olifanten zijn gegeten.
- In de Amerikaanse speelfilm The bucket list uit 2007 van regisseur Rob Reiner is het door Jack Nicholson gespeelde personage een groot liefhebber van kopi loewak. Als hem vervolgens het productieproces wordt uitgelegd schrikt hij zich rot.